# NGC 5809
NGC 5809 es una galaxia espiral (S0-a) localizada en la dirección de la constelación de Libra. Posee una declinación de -14° 09' 55" y una ascensión recta de 15 horas, 00 minutos y 52,2 segundos.
La galaxia NGC 5809 fue descubierta en 30 de marzo de 1827 por John Herschel.